# Tenchi Muyo! In Love
Tenchi Muyo! In Love (天地無用! In Love!) é um filme da série Tenchi Muyo que foi divulgado em 1996 pela TV Tokyo após o término do último capítulo da série de tv Tenchi Muyo! In Universe.

## História
No filme, o maior vilão do universo chamado Kain, liberta-se de seu aprisionamento na Polícia Galáctica e foge para destruir a Família Real Jurai e, assim, tomar o poder do planeta Jurai.
Kain volta ao passado, mais precisamente a 1970, para matar Achika, filha do príncipe Yosho, na Terra. Mas Achika é a mãe do Tenchi, e por causa disso, Tenchi começa a desaparecer no presente. Para proteger Achika, sua mãe, Tenchi, Ryoko, Aeka, Sasami, Mihoshi, Kiyone e Ryo-Ohki voltam a 1970, levados por uma máquina temporal criada por Washu.
Para não levantarem suspeitas e conseguirem vigiar Achika de perto, todos, menos Tenchi começam a frequentar o colégio onde Achika estuda, como alunos. Tenchi se sente muito mal, pois não pode comunicar-se com sua mãe, pois fazendo isso ele poderia provocar uma distorção na realidade, correndo até o risco de acabar não existindo na realidade. Tenchi se esconde ao máximo para não ser visto por Achika, mas é muito difícil pois a vontade de vê-la é grande (Achika morreu quando Tenchi era muito pequeno, assim Tenchi não se lembra muito de sua mãe).
Aeka e Ryoko fazem amizade com Achika e vão morar na sua casa-pensão para vigiá-la melhor. Após um determinado tempo, Tenchi começa a ter surtos de desaparecimento, pois têm um tempo limitado para sobreviver no passado. Consegue sobreviver graças à uma máquina dada a ele por Washu, que o salva várias vezes de desaparecer.
Os dias passam e a data da distorção no tempo, detectada por Washu, se aproxima. Isso significa que Kain aparecerá em breve. Achika e Nobuyki (pai do Tenchi) começam a se aproximar e se apaixonam (mal sabendo que no futuro se casarão e terão um filho).
O dia do disturbio chega e Kain aparece durante uma excursão à Torre de Tóquio, onde Achika e Nobuyuki estão. Kain quer destruir toda a Família Real Jurai a começar por Achika, atacando-a. Tenchi intervem na luta e começa a lutar com Kain.
Começa uma intensa luta de Tenchi, Ryoko, Aeka e Achika contra Kain, que decidirá o destino não só de Tenchi, mas de toda a Família Real Jurai.

## Dubladores japoneses
- Achika Masaki - Megumi Hayashibara